# Педро Муруа
Педро Муруа (ісп. Pedro Murúa, 25 грудня 1930 — 3 листопада 2019) — іспанський хокеїст на траві.
Бронзовий призер Олімпійських Ігор 1960 року.